# Bathyphantes tongluensis
Bathyphantes tongluensis är en spindelart som beskrevs av Chen och Song 1988. Bathyphantes tongluensis ingår i släktet Bathyphantes och familjen täckvävarspindlar. Inga underarter finns listade.